# Kopieniec (Beskid Śląski)
Kopieniec (511 m n.p.m.) – szczyt u północnych podnóży Małej Czantorii w Beskidzie Śląskim. Jego północno-wschodni stok o nazwie Bździnów opada na Pogórze Śląskie, zachodni do potoku Bładnica, południowo-wschodni do potoku Młynówka Ustrońska. Wzniesienie w całości znajduje się w granicach miasta Ustroń w województwie śląskim, w powiecie cieszyńskim.
Kopieniec jest porośnięty lasem, ale dolne części jego zboczy pokrywają pola uprawne i zabudowania. Wzniesienie ma duże znaczenie topograficzne, na jego szczycie jest bowiem punkt triangulacyjny. U podnóży Kopieńca i Jelenicy aż do 1889 roku wydobywano rudę żelaza przetapianą następnie w hucie w Ustroniu. U północnych podnóży Jelenicy, oraz pomiędzy Jelenicą a Kopieńcem, przed II wojną światową działały prywatne wapienniki, w których wypalano wapno budowlane z wapieni wydobywanych w dwóch kamieniołomach. Po wojnie przejęty przez państwo zakład działał jeszcze do 1975 r., a jeden z wapiennik jeszcze stoi. W stokach Kopieńca zachowały się wyrobiska po kamieniołomach wapienia. Można na nich śledzić trwającą już kilkadziesiąt lat naturalną sukcesję roślinną.

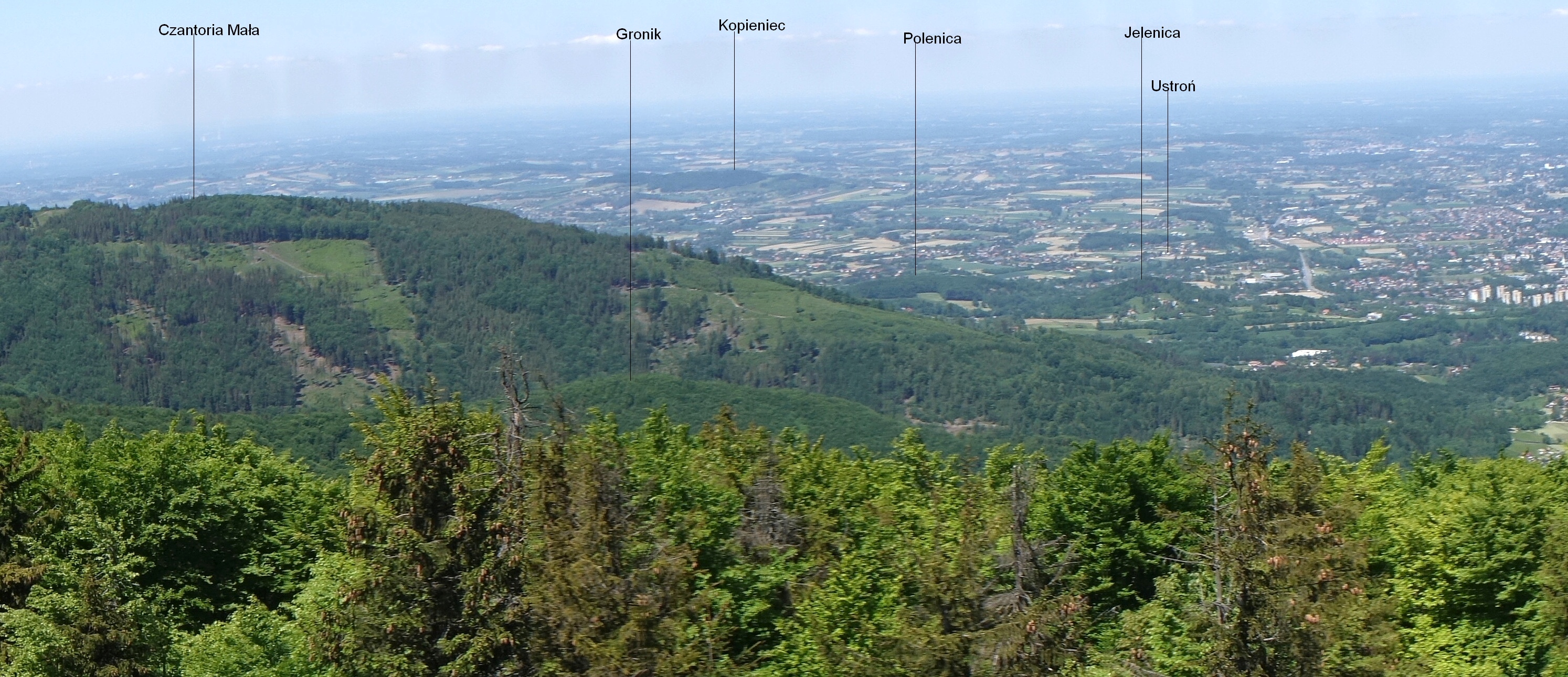
Widok z Czantorii Wielkiej